# I'll Get By
I'll Get By is een Amerikaanse musicalfilm in Technicolor uit 1950 onder regie van Richard Sale. De film is gebaseerd op thema's die zijn behandeld in de film Tin Pan Alley (1940).

## Verhaal
De film begint in New York in 1939. Twee songwriters zijn hun hele leven lang al beste vrienden, maar ook professionele concurrenten. Deze concurrentie leidt uiteindelijk tot een grote ruzie; het is aan hun liefjes om te zorgen dat ze weer vrienden worden.

## Rolverdeling
| Acteur           | Personage                  |
| ---------------- | -------------------------- |
| June Haver       | Liza Martin                |
| William Lundigan | William Spencer            |
| Gloria DeHaven   | Terry Martin               |
| Dennis Day       | Freddy Lee                 |
| Thelma Ritter    | Miss Murphy                |
| Harry James      | Harry James (zichzelf)     |
| Jeanne Crain     | Jeanne Crain (zichzelf)    |
| Steve Allen      | Peter Pepper               |
| Harry Antrim     | Meneer Olinville           |
| Danny Davenport  | Chester Dooley             |
| Dan Dailey       | Pvt. Dan Dailey (zichzelf) |